# NGC 6287
NGC 6287 est un amas globulaire situé dans la constellation d'Ophiuchus à environ 30 300 a.l. (9,3 kpc) du Soleil et à 6 850 a.l. (2,1 kpc) du centre de la Voie lactée. Il a été découvert par l'astronome germano-britannique William Herschel en 1784.

## Caractéristiques
Selon la base de données Simbad, la vitesse radiale héliocentrique de cet amas est égale à −294,74 ± 1,65 km/s. William W. Harris indique une vitesse semblable, soit −288,7 ± 3,5 km/s. Selon Forbes et Bridges, sa métallicité est estimée à −1,91 [Fe/H] et son âge d'environ 13,57 milliards d'années.
Selon une étude publiée en 2011 par J. Boyles et ses collègues, la métallicité de l'amas globulaire NGC 6287 est égale à -2,10 et sa masse est égale à 188 000 {\displaystyle M_{\odot }}. Dans cette même étude, la distance de l'amas est estimée à environ 9,4 kpc (∼30 700 al).
Une métallicité comprise entre -1,91 à -2,10 signifie que la concentration en fer de NGC 6281 est comprise entre 0,8 % et 1,2 % de celle du Soleil. Après le Big Bang, l'Univers étant surtout composé d'hydrogène et d'hélium, la métallicité était pratiquement nulle. L'univers s'est progressivement enrichi en métaux (éléments plus lourds que l'hélium) grâce à la synthèse de ceux-ci dans le cœur des étoiles. La métallicité des amas du halo de la Voie lactée varie d'un centième à un dixième de la métallicité solaire, ce qui signifie que ces amas se décomposent en deux sous-groupes, les relativement jeunes et les vieux. Selon sa métallicité, NGC 6287 serait donc un amas relativement vieux, âgé de 13,6 milliards d'années.

## Galerie

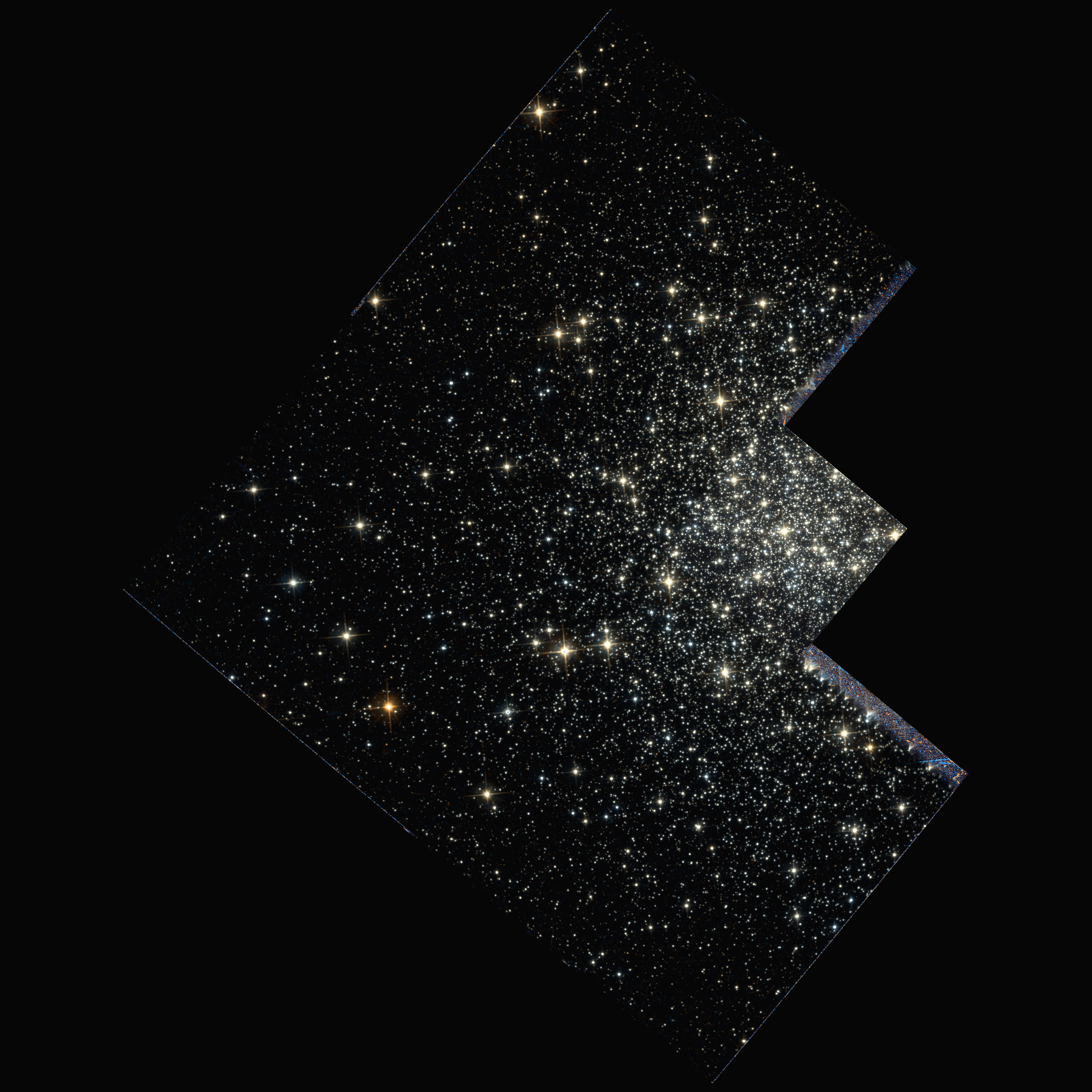
NGC 6287 par le télescope spatial Hubble.
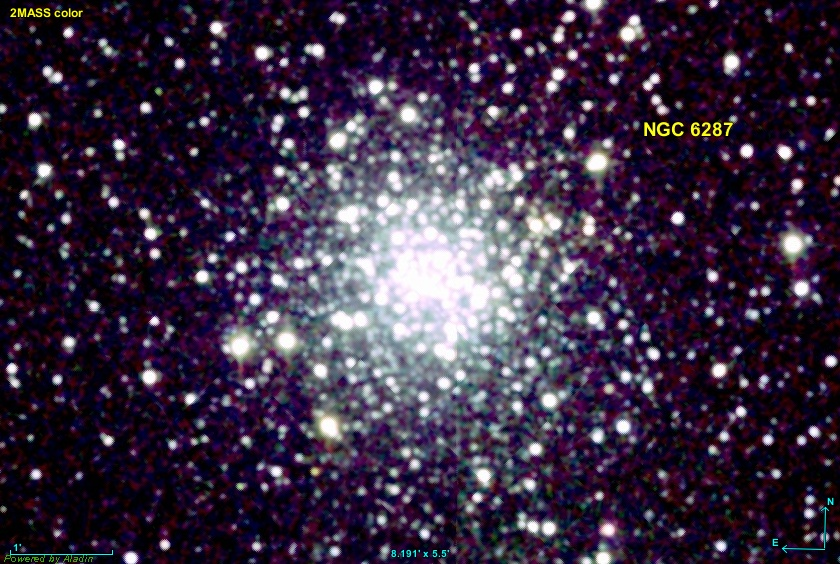
NGC 6287 en infrarouge par le relevé 2MASS.
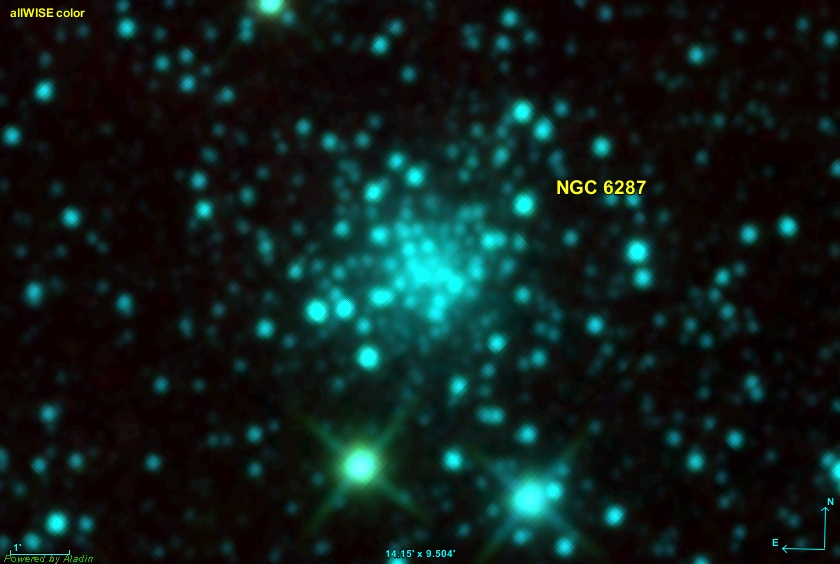
Autre image en infrouge de NGC 6287 par le relevé Wide-field Infrared Survey Explorer.
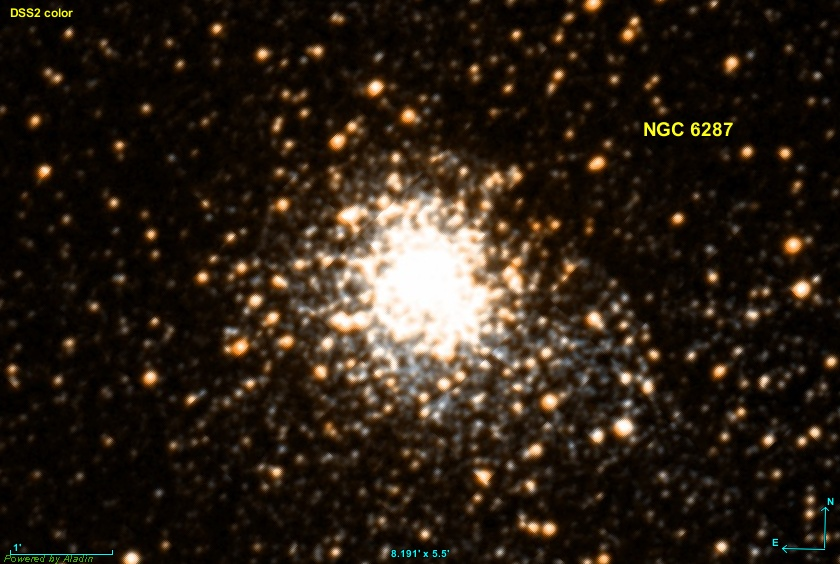
NGC 6287 en lumière visible par DSS.